# サヴォワ料理
サヴォワ料理は、フランスのサヴォワ地方（サヴォワ県、オート＝サヴォワ県）由来の料理である。これらは質素で、サヴォワ地方の環境と歴史に関連した特徴を持っている。
サヴォワ地方は隣接するイタリアの影響下にあったため、パスタ、ポレンタなどがサヴォワ料理にも存在している。じゃがいも、サヴォワチーズ、シャルキュトリー（ハム・ソーセージ類）などが家庭料理によく使われている。

## レシピ
- じゃがいも揚げ
- ベルトゥー（Berthoud, アボンダンスチーズと白ワインを用いた料理）
- クルート・オ・フロマージュ（Croûte au fromage, 白ワインに漬けたパン切れにチーズとベーコンを乗せたもの）
- チーズフォンデュ (Fondue au fromage)
- ポレンタ (Polente)
- タルティフレット（Tartiflette, じゃがいもとルブロションチーズのグラタン）
- ペラ

## 豚肉製品

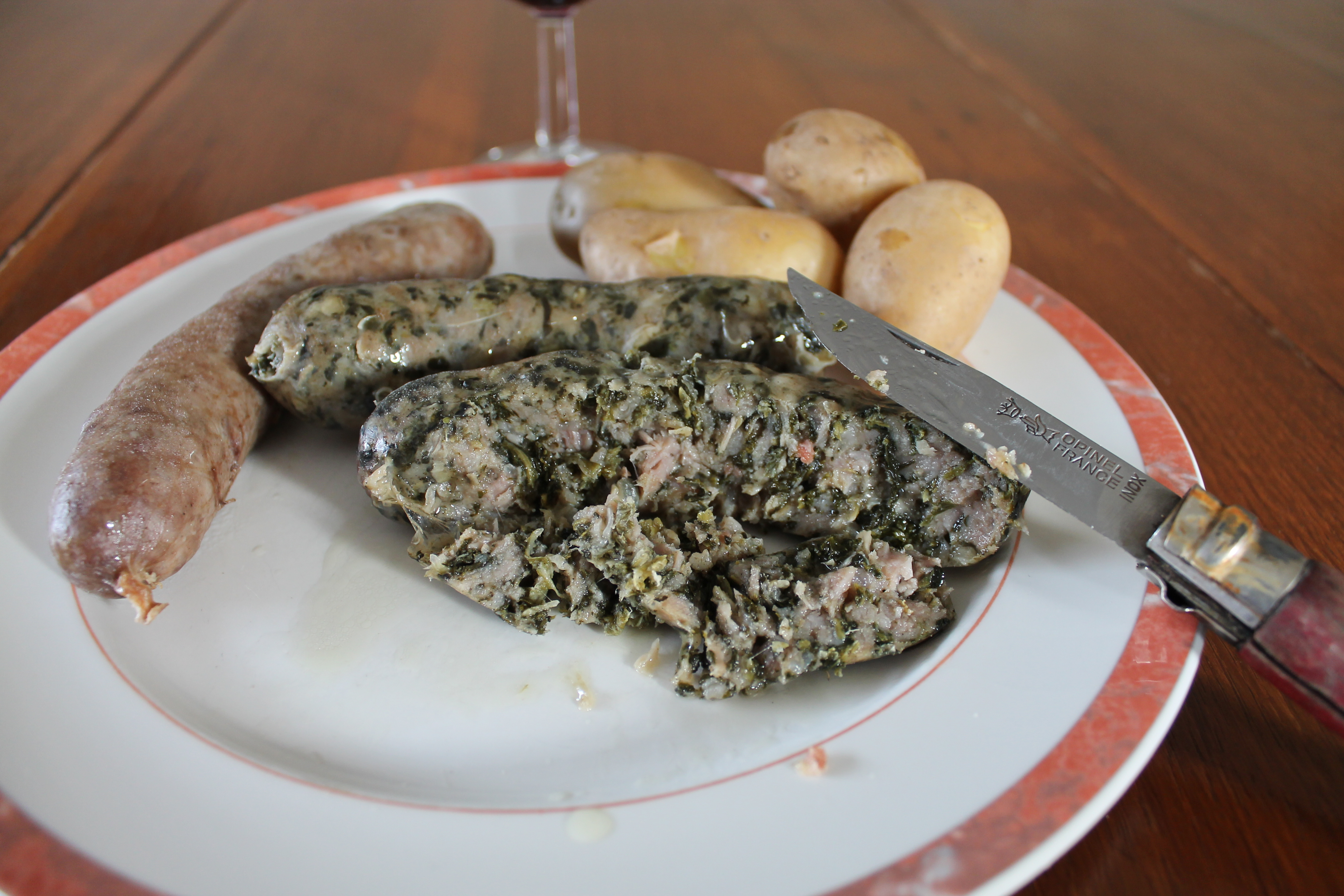
ポルモネーズ

- アトリオ（Atriaux, 豚肉とリバーの挽肉、バジルとスパイスのミートボール）
- ロンジョール（Longeole, 豚肉とフェンネルのソーセージ）
- ポルモネーズ（Pormonaise, 豚肉、ほうれん草、フダンソウ、リーキ、キャベツとハーブを用いた緑色のソーセージ）

## サヴォワチーズ
- アボンダンス (Abondance)
- ボーフォール (Beaufort)
- シェブロタン (Chevrotin)

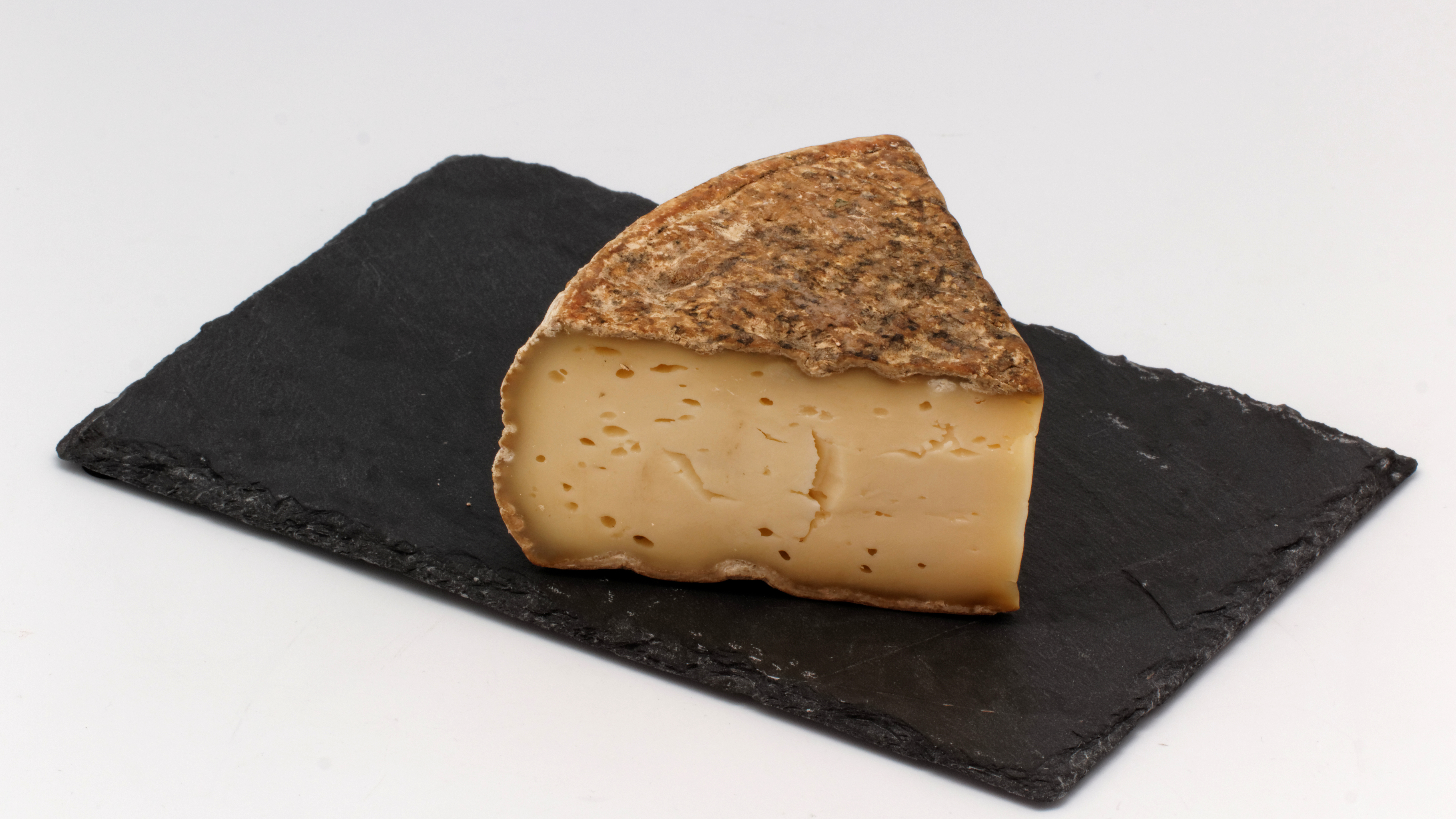
トム・ド・サヴォワ

- サヴォワエメンタールチーズ (Emmental de Savoie)
- サヴォワラクレットチーズ (Raclette de Savoie)
- ルブロション (Reblochon)
- トム・デ・ボージュ (Tome des Bauges)
- サヴォワシェーブルトム (Tomme de chèvre de Savoie)
- トム・ド・サヴォワ (Tomme forte de Savoie)
- 濃いトム・ド・サヴォワ (Tomme de Savoie)

## デザート

### ペイストリー

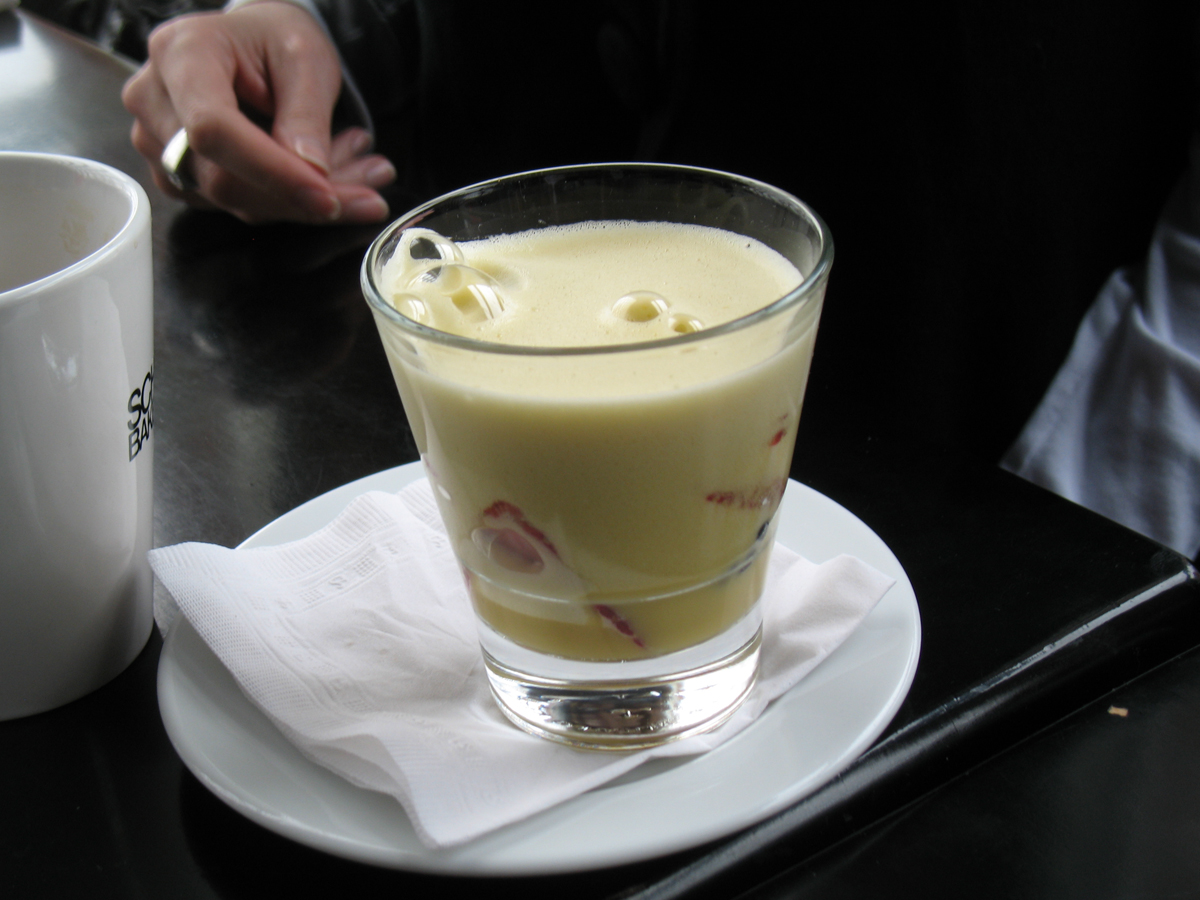
サバヨン

- ベスコワン（Bescoin, アニス風味のブリオッシュ）
- ブーニュ（Bugne, ベニエのようなペイストリー）
- マタファン（Matafan, クレープの種類）
- リュウト（Rioute, 輪の形をしたアニス風味の堅いクッキー）
- リソル（Rissoles, 折りパイ生地で梨を包み、表面を焼いた菓子パン）
- サバヨン（Sabayon, 甘口のワインを用い、フルーツを加えたムース）
- ビルベリータルト (Tarte aux myrtilles)
- トリュフチョコレート (Truffe en chocolat)

### ケーキ

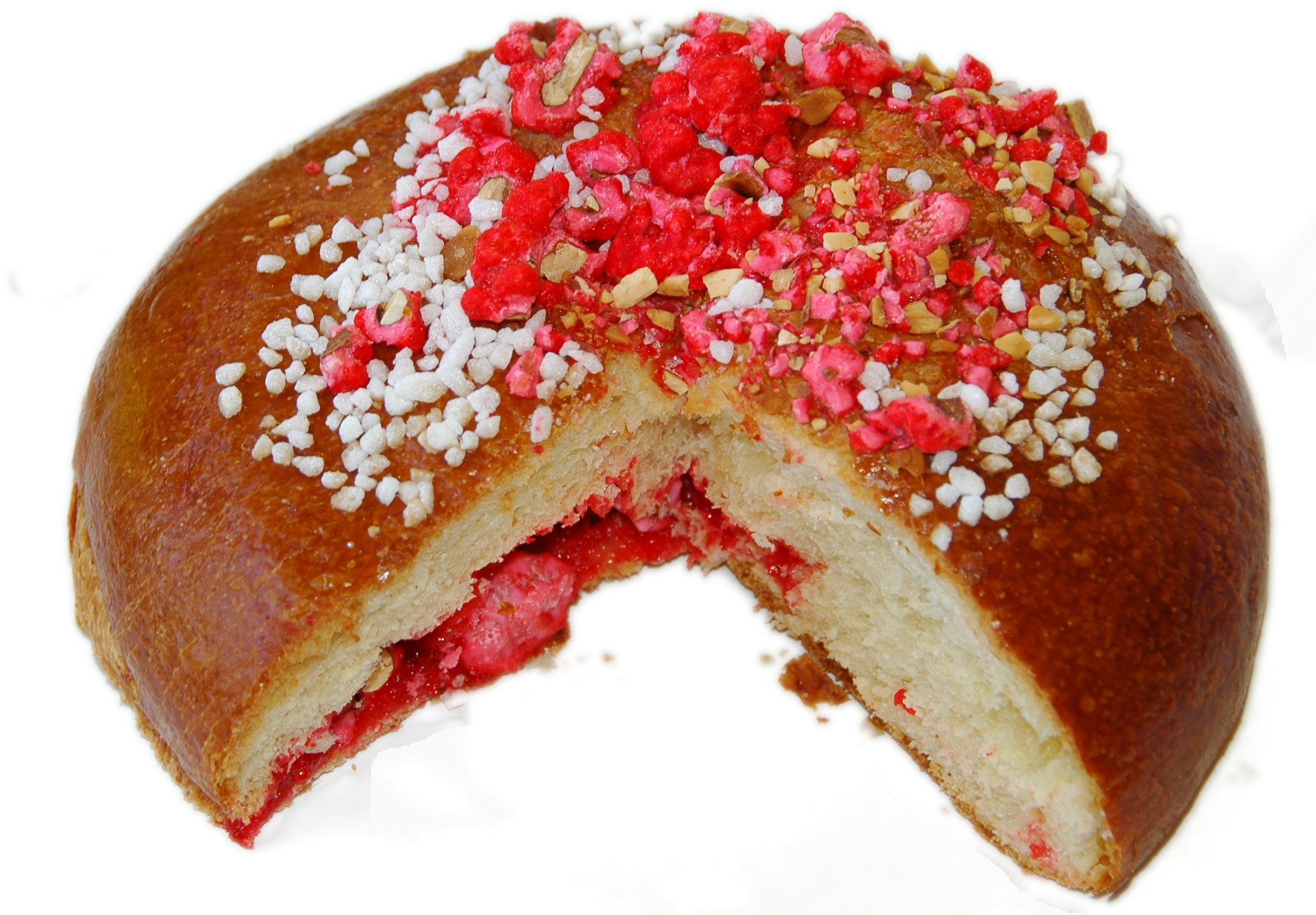
ガトー・ド・サンジェニ

- ガトー・ド・サヴォワ（Gâteau de Savoie, レモン風味のやわらかいケーキ）
- ガトー・ド・サンジェニ（Gâteau de Saint-Genix, 赤いプラリネを加えたブリオッシュ）

## 飲料
- シェーブル（Chèvre, シードルのようなリンゴかぶどうの酒）
- セーセルワイン（Seyssel, 白ワイン）
- ルセット・ド・サヴォワワイン（Roussette de Savoie, 白ワイン）
- アラヴィ酒（Liqueur des Aravis, ハーブの酒）
- ジェネピ酒（Liqueur de Génépi, ジェネピというハーブの酒）
- アロブロージュワイン（Vin des Allobroges）
- サヴォワワイン（Vin de Savoie）